# Černé jezero
Černé jezero (Zwarte meer) in het Bohemer Woud (1 km van de Duitse grens) dicht bij Železná Ruda is het grootste en diepste natuurlijke meer van Tsjechië.
Het is een driehoekig meer van 1.28 km² en is omringd met sparren. Het is een overblijfsel van een gletsjer uit het Weichselien. Er is een uitstroom in het riviertje Černý potok, een zijrivier van de Úhlava.